# Orycterocetus
Genre
Orycterocetus est un genre éteint de mammifères marins de la famille des Physeteridae, et donc proches du cachalot.

## Description
Le genre a été initialement décrit comme vivant dans la mer du Nord, mais en 2004 une mandibule incomplète d'un spécimen appartenant à ce genre est découverte dans certains sédiments du Miocène dans le sud de l'Italie et est la première découverte de ce genre dans le bassin méditerranéen. C'était une symphyse de la mandibule, longue et étroite, avec des dents cylindriques, légèrement incurvées et dépourvues d'émail. Compte tenu de la large distribution du genre dans l'Atlantique Nord, on pense que la présence inhabituelle dans la Méditerranée était due à un certain degré d'échange entre les cétacés de cette région et l'Atlantique Nord au cours du Miocène.

## Liste d'espèces
Le genre Orycterocetus compterait trois espèces :
- Orycterocetus cornutidens Leidy, 1856 ;
- Orycterocetus crocodilinus Cope, 1868, connu par une dent ;
- Orycterocetus quadratidens Leidy, 1853, l'espèce type (du genre).